# TC Electronic
TC Electronic er et dansk selskab med fokus på lydudstyr, der blev grundlagt i 1976. Virksomheden producerer effektpedaler, basforstærkere, lydgrænseflader, lyd-plug-ins og studieudstyr.

## Historie
TC Electronic blev grundlagt af brødre Kim og John Rishøj i Aarhus, Danmark. Deres første produkt, SCF ("Stereo Chorus + Pitch Modulator & Flanger") var en stor succes.
Virksomheden dannede TC-koncernen i 2002 efter overtagelsen af TGI. Den nuværende TC Group er et holdingselskab af de fem individuelle mærker Tannoy, Lab.Gruppen, TC Electronic, TC-Helicon og TCIApplied Technologies.
I 2015 blev TC-gruppen overtaget af Music Group, som senere blev Music Tribe.